# Comuna Gheneral Toșevo, Dobrici
Gheneral Toșevo este o comună din regiunea Dobrici, Bulgaria.

## Demografie
Componența etnică a comunei Gheneral Toșevo
     Turci (8,41%)
     Romi (11,99%)
     Bulgari (70,33%)
     Nicio identificare (7,71%)
     Altele (1,54%)
La recensământul din 2011, populația comunei Gheneral Toșevo era de 15.097 locuitori. Din punct de vedere etnic, majoritatea locuitorilor (70,33%) erau bulgari, existând și minorități de romi (11,99%) și turci (8,41%). Pentru 7,71% din locuitori nu este cunoscută apartenența etnică.